# Etelis oculatus
Etelis oculatus es una especie de peces de la familia Lutjanidae en el orden de los Perciformes. En Cuba se le conoce popularmente como cachucho o cartucho.

## Morfología
• Los machos pueden llegar alcanzar los 100 cm de longitud total.

## Alimentación
Come principalmente peces pequeños y calamares.

## Hábitat
Es un pez de mar y de aguas profundas que vive entre 100-400 m de profundidad.

## Distribución geográfica
Se encuentra desde Bermuda y Carolina del Norte (Estados Unidos) hasta el Brasil, incluyendo el Golfo de México y el Caribe. Es abundante en las Bahamas y Antillas.

## Uso comercial
Su carne es de buena calidad y se comercializa fresco, aunque, a veces, también congelado.